# Circle II Circle
Circle II Circle ist eine US-amerikanische Heavy-Metal-Band, die vom ehemaligen Savatage-Sänger Zak Stevens gegründet wurde.

## Geschichte
2000 stieg Zak Stevens bei Savatage aus, um sich zunächst einmal nur seiner Familie zu widmen. Doch schon wenig später wollte er wieder im Musikgeschäft mitmischen. Er bat seinen Freund und ehemaligen Mentor Jon Oliva, ihm bei einem neuen Projekt zu helfen. 2003 erscheint das Debüt-Album Watching in Silence, zu dem Jon Oliva und Chris Caffery einige Songs beisteuerten. 2004 beginnen die Arbeiten am zweiten Album The Middle of Nowhere, wieder unter der Mithilfe von Oliva und Caffery. 2006 erscheint Burden of Truth, diesmal ohne Olivas Mitwirkung. 2008 wird Delusions of Grandeur veröffentlicht, ebenfalls ohne die Zusammenarbeit mit Jon Oliva, da dieser sich auf sein Solo-Album konzentrieren wollte. Delusions of Grandeur ist zudem das erste Album von Circle II Circle, das kein Konzeptalbum ist. Am 6. Dezember 2011 wurde auf der Webpräsenz bekannt gegeben, dass Andy Lee wieder als festes Bandmitglied eingestiegen ist. Gleichzeitig trennten sich Circle II Circle von Rollie Feldmann und Johnny Osbourn aus persönlichen Gründen. Als neuer Schlagzeuger wurde Jayson Moore gefunden.

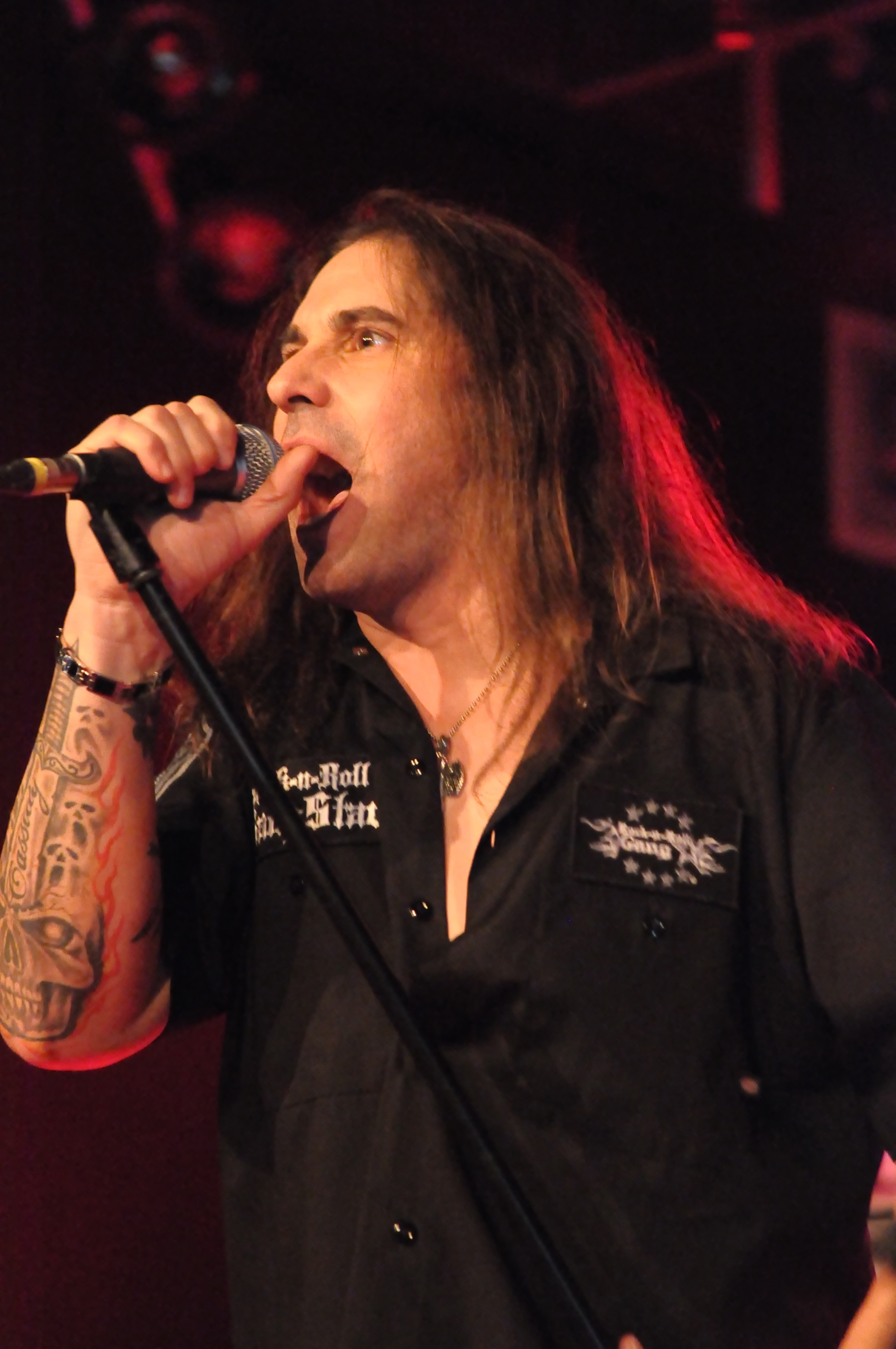
Zak Stevens
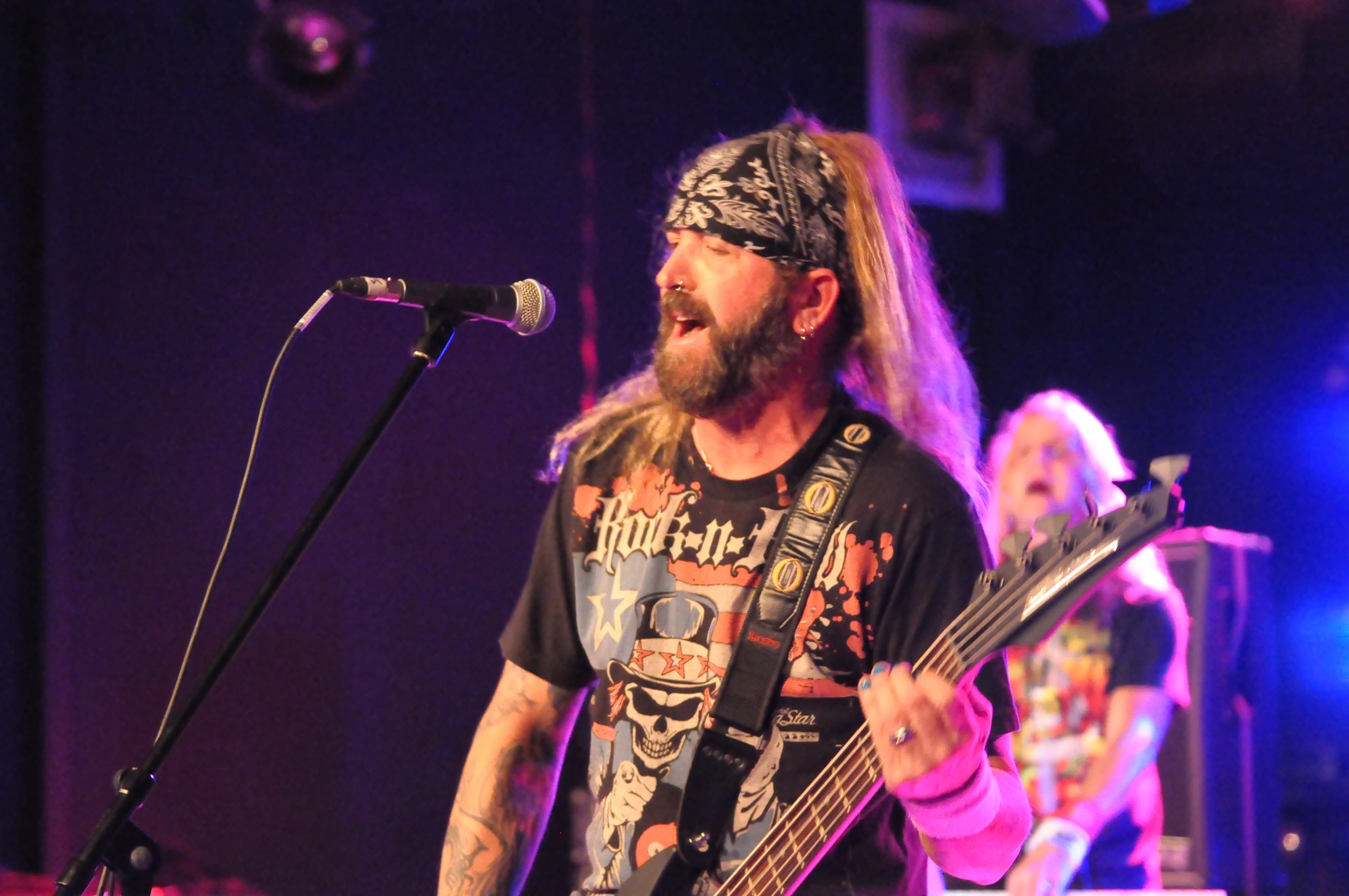
Paul Michael „Mitch“ Stewart
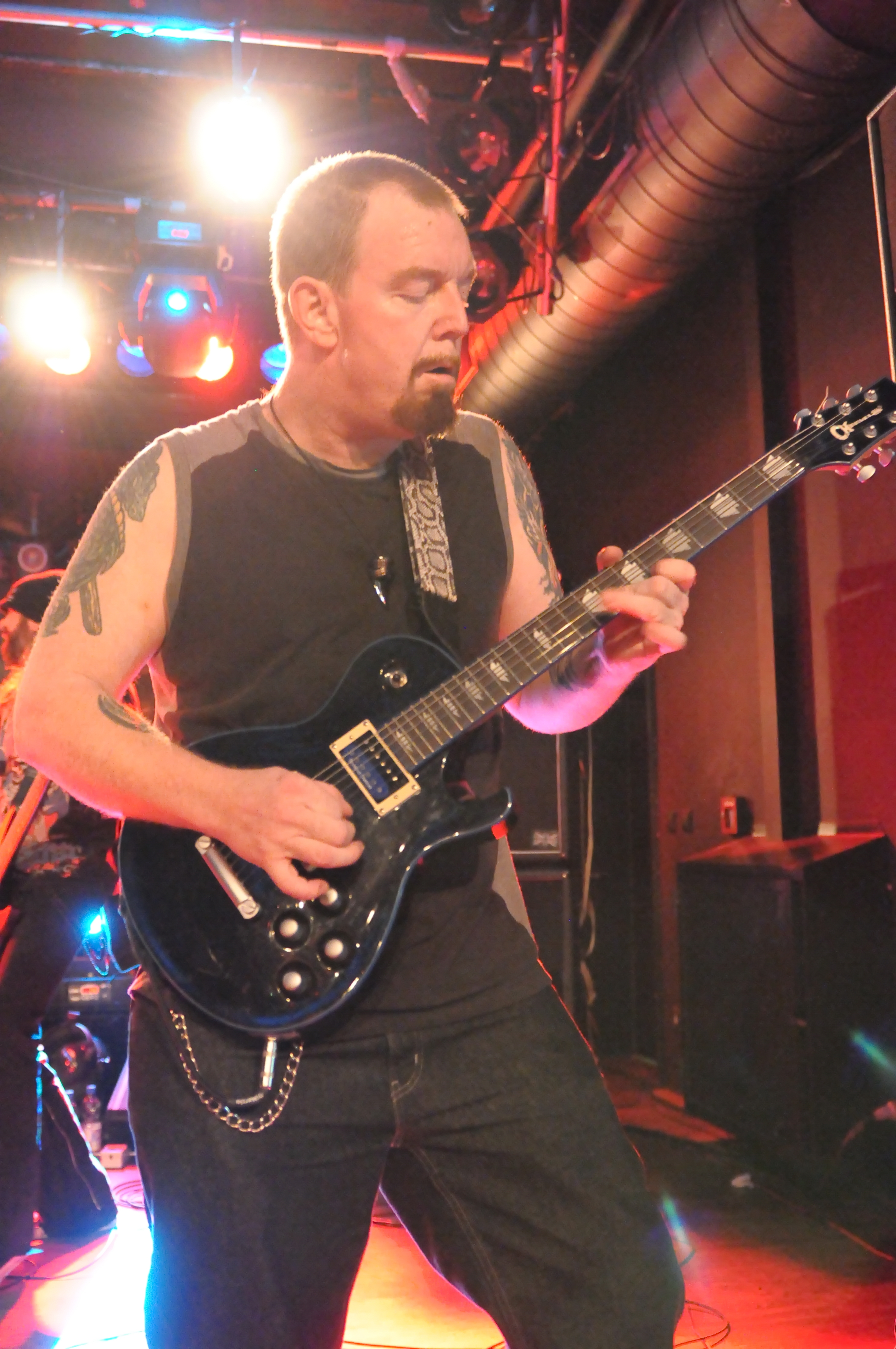
Bill Hutson
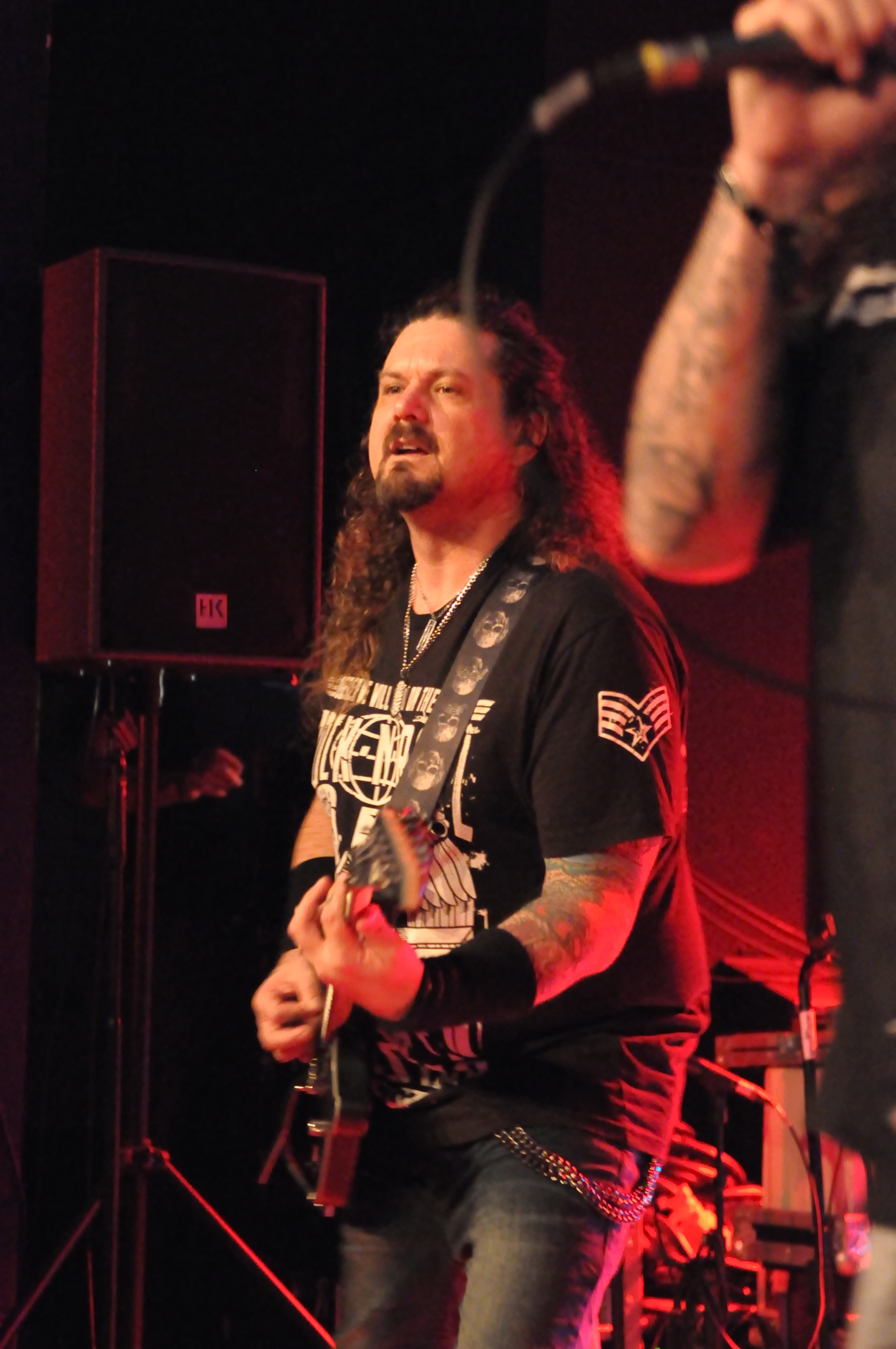
Christian Wentz
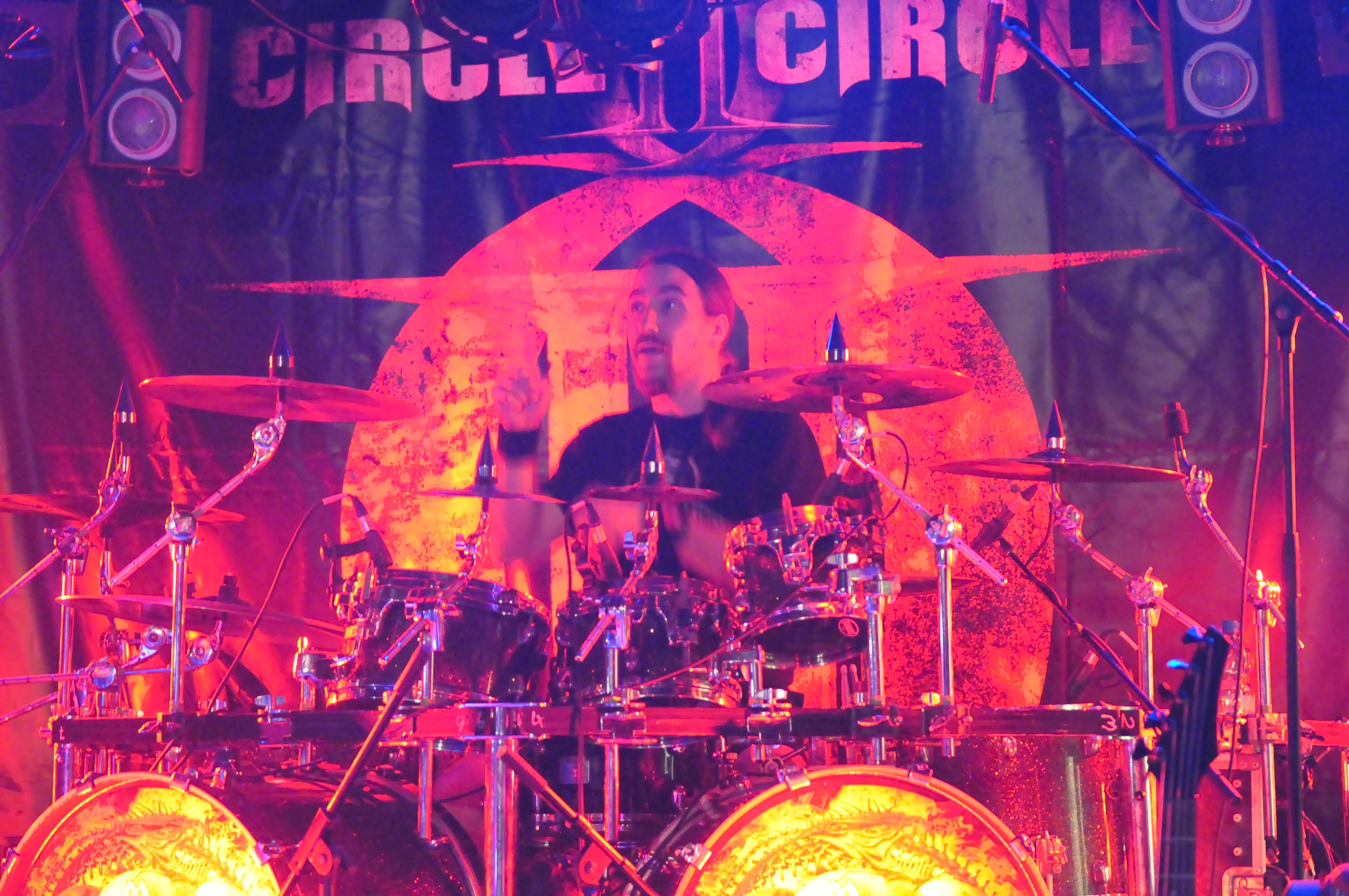
Adam Sagan
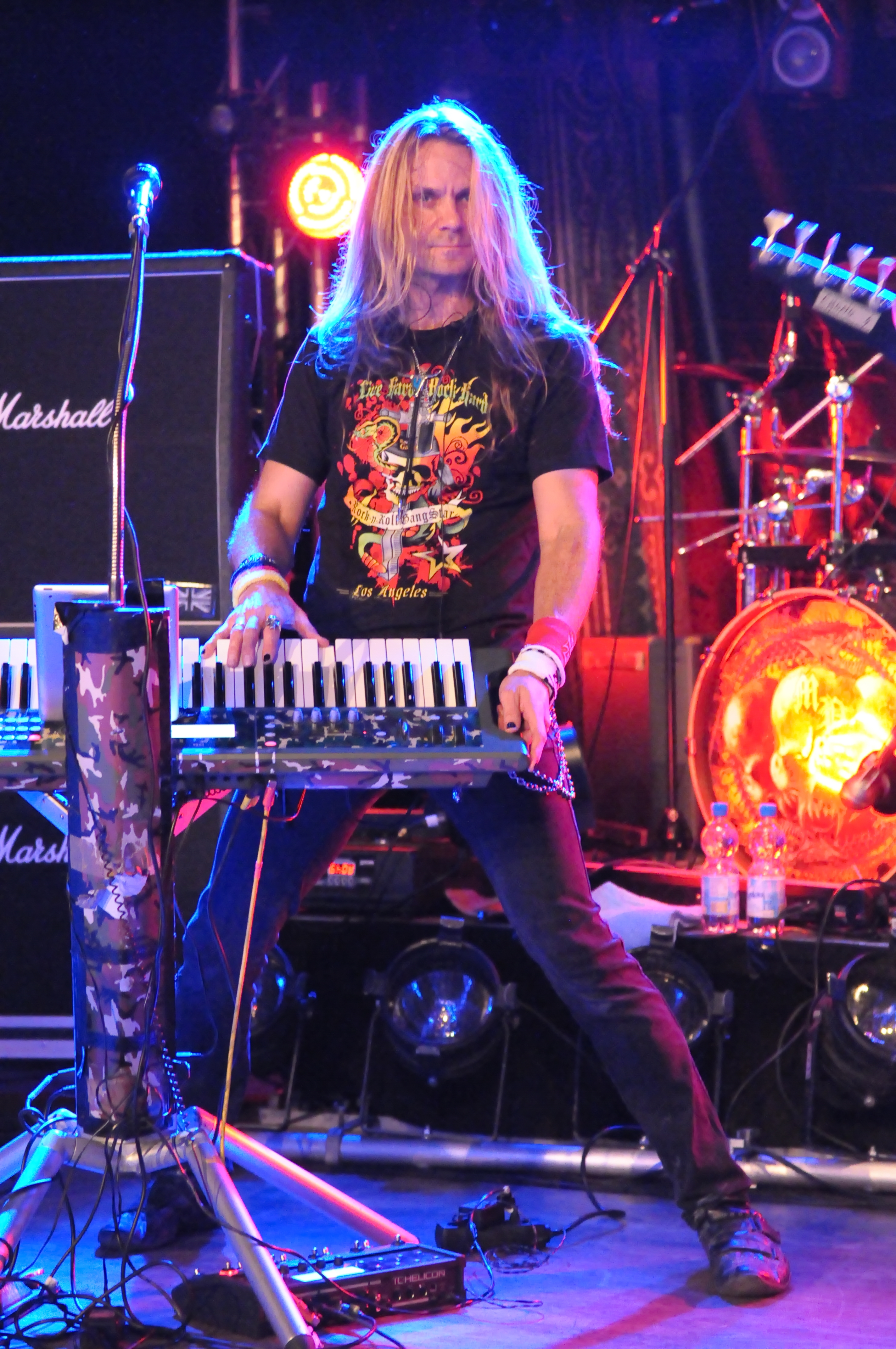
Henning Wanner

## Diskografie
- 2003: Watching in Silence (AFM)
- 2005: The Middle of Nowhere (AFM)
- 2006: Burden of Truth (AFM)
- 2008: Delusions of Grandeur (AFM)
- 2010: Consequence of Power (AFM)
- 2012: Full Circle (Best of) (AFM)
- 2013: Seasons Will Fall (Edel)
- 2015: Reign of Darkness (Edel)